# Нисходящая ободочная кишка человека
Нисходя́щая ободо́чная кишка́ (лат. colon descendens) — третья часть ободочной кишки (являющейся, в свою очередь, отделом толстой кишки), продолжение поперечной ободочной кишки. Дальнейшим продолжением нисходящей ободочной кишки является сигмовидная ободочная кишка.

## Функции
Нисходящая ободочная кишка не принимает непосредственного участия в пищеварении. Её функции, как и других отделов толстой кишки, заключаются во всасывании воды и электролитов, чтобы относительно жидкий химус, попадающий из тонкой кишки в толстую, превращался в более густой кал.

## Расположение
Нисходящая ободочная кишка располагается в левом отделе брюшной полости.
В левом подреберье, на уровне IX реберного хряща, в области, называемой левым или селезёночным изгибом ободочной кишки, поперечная ободочная кишка переходит в нисходящую ободочную кишку. В вертикальном положении тела нисходящая ободочная кишка направляется вниз и соприкасается с внутренней поверхностью брюшной стенки. От кишки слева находится левая брюшная стенка, справа — петли тощей кишки. На уровне подвздошного гребня подвздошной кости нисходящая ободочная кишка переходит в сигмовидную кишку. Нисходящую ободочную кишку спереди и с боков покрывает брюшина (то есть кишка располагается мезоперитонеально).

## Строение
Длина нисходящей ободочной кишки равна 10 — 30 см, в среднем 23 см. Внутренний диаметр кишки — около 6—7 см.
На границе между нисходящей ободочной и сигмовидной кишками расположен сфинктер Балли.